# Trish
(Trish nel videogioco Ultimate Marvel vs. Capcom 3)
Trish è un personaggio immaginario e la protagonista femminile della serie di videogiochi Devil May Cry. Il suo nome è un'abbreviazione anglosassone di "Beatrice", un riferimento a Beatrice Portinari, la donna a cui molti studiosi fanno corrispondere la figura della Beatrice dantesca; è infatti la partner di Dante.

## Caratteristiche
Trish è un demone che dà la caccia ai demoni ostili. È la partner del protagonista Dante, che vive e agisce insieme a lui presso un'agenzia da lui creata, la Devil May Cry. Si avvale di uno stile di combattimento sensuale e fatale, sia in quello all'arma bianca che nello scontro a fuoco. La sua pelle è chiarissima, liscia, morbida quasi da parer cagionevole. Il suo viso è marcato da lineamenti dolci e sinuosi, soprattutto il suo mento; naso piccolo, occhi grandi su cui risalta il colore delle sue iridi celesti. La sua bocca è carnosa e morbida per dare un pizzico di sensualità sul volto, e le sue sopracciglia sono sottili e ben curate. I suoi capelli sono d'un biondo cenere, lunghi e lisci, fino al fondo schiena. È una donna dalle mille provocazioni, a volte può presentarsi arrogante ma solo per incutere terrore. In molti casi, il suo carattere può variare a seconda della persona con cui ha a che fare. Può essere silenziosa come può essere eloquente ma, allo stesso tempo, ingannevole con le sue vittime se sono deboli di carattere.

## Personalità
Come un burattino di Mundus, Trish era in origine crudele e indifferente ma cambia dopo che Dante l'ha salvata, cominciando a sviluppare sentimenti nei suoi confronti, arrivando a sacrificarsi per salvarlo da un attacco di Mundus. Dopo essere stata rianimata, Trish si unisce a lui e mostra la sua emozione nel divenire sua partner mostrando soprattutto lacrime, cosa che la farà cambiare completamente poiché un demone non può piangere. Nella serie animata se la prende con Dante e gli crea molti problemi e anche se si ricongiunge a lui in Devil May Cry 4, ha sostanzialmente le stesse abitudini.

## Storia

### Devil May Cry
Una tarda sera del 2001, piove dal cielo una donna dai lunghi capelli biondi, che irrompe presso il Devil May Cry. Dante non sembra far caso al brusco ingresso della donna, ma si incuriosisce quando lei accenna al passato dell'uomo. Senza preavviso, la donna lo attacca ma Dante risponde e la mette fuori combattimento. La donna, sorpresa, si scusa e si presenta dicendo di chiamarsi Trish e nel presentarsi si toglie gli occhiali da sole: Dante rimane esterrefatto nel vedere quanto lei e sua madre si somiglino.
Trish gli spiega che è venuta da lui per chiedere il suo aiuto: Mundus, imperatore dei demoni e nemico di Sparda, si è liberato dalla sua prigionia 20 anni fa ed è pronto a conquistare il mondo degli umani, cosa che prima non era riuscito a fare a causa del traditore Sparda. Trish aggiunge inoltre che è pronto ad aprire la porta di Mallet Island (nei successivi capitoli si vedrà che esistono vari portali fra mondo dei demoni e mondo umano, così come esistono vari modi per potervi entrare). Dante accetta l'incarico e si dirige sull'isola accompagnato dalla donna.
Dopo essere entrato negli Inferi con lo scopo di dirigersi nel luogo in cui si trova Mundus, Dante trova Trish a terra mentre implora aiuto. Il mezzo demone si accinge ad aiutare la donna ma viene attaccato da Nightmare, un demone sottoposto di Mundus con cui ha già combattuto altre due volte. Durante lo scontro con Nightmare, Dante viene attaccato da Trish e subito dopo la donna getta la maschera: rivela di essere anch'ella un'alleata di Mundus. Era suo compito condurlo lì così che Mundus potesse mandargli contro i sottoposti più forti (Phantom, Griffon, Nelo Angelo, Nightmare e la stessa Trish) con lo scopo di ucciderlo. Dopo aver sconfitto Nightmare, un masso sta per schiacciare Trish ma Dante decide di salvarla. I due hanno un breve dialogo: Trish chiede a Dante perché l'abbia salvata e Dante risponde che l'ha fatto perché somiglia a sua madre, subito dopo però la invita a non farsi più vedere dicendo che anche se è uguale a sua madre, non potrà mai avere il suo cuore. Trish viene successivamente rimproverata da Mundus e verrà usata come esca per distrarre e uccidere Dante. Alla fine, Dante raggiunge Mundus, il quale ha finto di aver preso in ostaggio Trish (nel filmato si vede chiaramente che è libera) e minaccia di ucciderla qualora Dante reagisca. Al figlio di Sparda non rimane altro che subire i micidiali attacchi avversari, dato che è riluttante all'idea di vedere morire Trish a causa della somiglianza che ha con Eva: vedere morire la demone, sarebbe come vedere sua madre morire una seconda volta. Mundus è pronto a uccidere Dante con un colpo energetico, ma Trish decide di contrastare i piani del suo padrone e subisce il colpo mortale al posto suo: probabilmente ha deciso di sacrificarsi per ripagare Dante del nobile gesto di poco prima. Una grande rabbia assale Dante: adesso è in grado di usare appieno il potere di Sparda. Dopo aver sconfitto il re demone, il figlio di Sparda porge un ultimo saluto alla salma di Trish: paragona l'eroica gesta della demone a quello della madre e si incolpa della sua morte dicendo che avrebbe dovuto illuminare la sua anima oscura con la luce. Prima di andar via da quel luogo, Dante le augura di riposare in pace e lascia vicino al suo corpo l'amuleto completo e la Sparda.
Tornato nel mondo degli umani, Dante si prepara a fuggire dal castello di Mallet Island dato che sta per crollare tutto ma durante la sua fuga un pavimento cede e si ritrova nelle fogne: dopo essersi reso conto di dov'è finito, si aprirà un portale dal quale uscirà Mundus. Dante, non avendo più la Sparda ed esausto dal combattimento di poco prima, ha ormai esaurito tutti i suoi poteri e non riesce a sconfiggere il suo avversario. Improvvisamente sente la voce di sua madre che gli dice di non preoccuparsi e che andrà tutto bene: in quel preciso istante appare Trish, sopravvissuta al colpo mortale di Mundus, che dona i suoi poteri a Dante. Grazie ad essi, Mundus verrà rispedito nel mondo dei demoni ed il portale si chiuderà ma, prima di scomparire definitivamente, Mundus giura vendetta dicendo che ritornerà. Trish e Dante si vanno incontro e si abbracciano: lei è dispiaciuta di quanto ha fatto e nel frattempo versa una lacrima. Dante se ne accorge e le dice che i demoni non piangono mai: le lacrime che sta versando dimostrano che lei è più umana che demone. I due riusciranno a fuggire da Mallet Island e lavoreranno per un breve periodo insieme: l'agenzia di Dante cambierà momentaneamente il nome in "Devil Never Cry" (Il diavolo non piange mai).

### Devil May Cry 2
In Devil May Cry 2, Trish è un personaggio extra ottenibile completando la modalità Difficile.

### Devil May Cry (serie animata)
Trish è una cacciatrice di demoni freelance, andata momentaneamente via dalla Devil May Cry. La sua prima apparizione avviene nell'episodio 4: in quest'episodio viene braccata da Lady, la quale è stata assoldata da un prete per uccidere un demone che comanda i fulmini. Alla fine della puntata, si scoprirà che il prete è un demone a cui Trish stava dando la caccia e che ha assoldato Lady nella speranza che riuscisse a ucciderla: le due donne si appacificheranno e insieme a Dante uccideranno il demone. Nello scontro finale dell'anime, Trish ucciderà diversi demoni minori insieme a Lady, mentre Dante è impegnato ad affrontare Sid, un demone minore che si è impadronito del potere di Abigail: costui era un demone fortissimo, capace di pareggiare contro il re dei demoni (Mundus). Durante il finale dell'anime, Trish gareggerà insieme a Lady, Dante e Morrison: hanno ricevuti tutti lo stesso incarico, ma verrà assegnato solo a chi arriverà prima a destinazione.

### Devil May Cry 4
Dopo le vicende dell'anime, Trish vive con Dante lavorando fianco a fianco come cacciatrice. Quando Lady li informa circa le azioni dell'Ordine della Spada e sulla loro religione adoratrice del leggendario demone, Trish prende la Sparda e dà appuntamento a Dante nel feudo appartenuto a suo padre, un luogo chiamato Fortuna. Arrivata sul luogo, Trish si infiltra nell'Ordine sotto le sembianze di Gloria, una ragazza dall'aspetto sensuale, e nota che l'Ordine è composto da un esecutivo di Cavalieri Santi. Lei usa questa posizione per spiare i Cavalieri, ma a causa del suo aspetto e la promozione rapida, ha goduto di un ricevimento in qualche modo negativo dagli altri membri dell'Ordine. Dopo che Dante sconfigge Nero per la seconda volta, Trish fa la sua apparizione dinnanzi al mezzo demone e si toglie il travestimento, una volta che Nero se n'è andato. Dopo che il Salvatore viene attivato, Trish si occupa di far evacuare i cittadini dalla città, mentre Dante attacca la statua gigante e aiuta il ragazzo. Dopo che Sanctus e il Salvatore vengono sconfitti, Trish torna alla Devil May Cry con Dante e nel finale segreto del gioco si vedono loro due e Lady che si preparano a partire insieme per un nuovo incarico.

## Viewtiful Joe
Trish compare nella modalità storia del gioco quando la si gioca nei panni di Dante. Un'ulteriore apparizione in questa serie avviene in Viewtiful Joe: Red Hot Rumble, nel quale Trish è un costume sbloccabile per il personaggio di Silvia.

## Ultimate Marvel vs. Capcom 3
Trish è un personaggio giocabile in Marvel vs. Capcom 3: Fate of Two Worlds e Ultimate Marvel vs. Capcom 3, che si schiera dalla parte degli eroi assieme al suo partner Dante. Armata di Sparda, Luce & Ombra e dei suoi fulmini, incontra anche lei diversi personaggi come Crimson Viper, Chun-Li, X-23 e Thor. Nel suo finale, mentre è sulle tracce di un demone che le è stato segnalato da Lady, Trish si imbatte in Nightcrawler, quando all'improvviso vengono attaccati da un gruppo di demoni (tra cui quello di cui Trish ne era alla ricerca). I due uniscono le forze, sconfiggendoli. Trish lo ringrazia, e Kurt le rivela il perché del suo essere in quel luogo: Mystica, sua madre, gli ha chiesto di indagare su un misterioso demone dalle fattezze di suo padre, Azazel, nonostante egli fosse morto da tempo. La vicenda si chiude con i due che si salutano e Trish che chiama Lady, riferendole che la missione è compiuta.